# Законність
Зако́нність — багатоаспектне (принцип, метод, режим) соціально-правове явище, що характеризує організацію і функціонування суспільства і держави на правових засадах. Це фундаментальна категорія всієї юридичної науки і практики, головними критеріями якої служать рівень і стан оцінки правового життя суспільства взагалі та його громадян. 
Законність означає ідею, принцип, метод державного керівництва, режим, систему реального вираження права в законах держави, в самій законотворчості, у підзаконній правотворчості, у практиці правореалізації та правозастосування. 

## Ознаки законності
- зовнішня (формальна) — обов'язок виконувати розпорядження законів і підзаконних правових актів державними органами, посадовими особами, громадянами і різними об'єднаннями.
- внутрішня (сутнісна) — наявність науково обґрунтованих і відповідних праву законів; якість законів.

## Аспекти законності
Аналіз законності в широкому сенсі дозволяє розрізнити в її змісті такі самостійні аспекти:
- ідея законності  - необхідність дотримання законності,для фактичного досягненні  загальності права, реалізації прав і свобод.
- метод державного керівництва суспільством  - держава здійснює свої функції шляхом прийняття нормативних актів,забезпечення їхньої реалізації. Проте вона не тільки закріплює правові норми,але й забезпечує їх здійснення і захист прав різними засобами(правовими,організаційними,політичними).[3]
- принцип діяльності держави  – вимога, згідно з якою держава, всі її органи, організації та установи самі пов'язані правовими нормами, діють в їх рамках і в ім'я їх реалізації. Законність, розглянута з такого боку, служить принципом не будь-якої, а виключно демократичної держави.
- режим законності  – сутність законності  як режиму суспільно-політичного життя в демократичній правовій державі розкривають відправні засади, комплексна система поглядів і ідей,незаперечні засадничі вимоги, які лежать в основі формування норм права і ставляться до поведінки учасників правових відносини.[4]

## Принципи законності
Основними принципами законності є:
1. верховенство закону по відношенню до всіх нормативно-правових актів. Цей принцип передбачає виключність закону, тобто підпорядкованість закону всіх юридичних актів у відповідності з їх субординацією. Конституція країни має найвищу юридичну силу. Всі закони повинні відповідати Конституції, підзаконні нормативно-правові акти – законам, причому підзаконні акти приймаються та діють тільки в тому випадку, коли які-небудь суспільні відносини не врегульовані законом. Правозастосовні акти повинні бути підзаконними, тобто відповідати законам і підзаконним нормативно-правовим актам;
2. загальність законності означає, що в суспільстві діяльність всіх державних органів, громадських організацій, комерційних об`єднань, посадових осіб, громадян регламентована нормами права. Не може бути виключення ні для фізичних, ні для юридичних осіб, на яких би дія норм права не розповсюджувалася;
3. неприпустимість протиставлення законності та доцільності. Неможливо заперечувати норми права, не виконувати їх, керуючись інтересами життєвої доцільності. останні враховуються в законі. Правові закони самі володіють вищою суспільною доцільністю. Доцільність норми права означає необхідність вибору суворо в межах норми права найбільш оптимальних варіантів здійснення правотворчої та правореалізаційної діяльності. Наприклад, при визначенні кримінального покарання суддя, керуючись нормою права, призначає те покарання, яке найбільш доцільне в даному випадку, з урахуванням тяжкості злочину, особи злочинця і т. і.;
4. невідворотність відповідальності за правопорушення означає своєчасне розкриття будь-якого протиправного діяння. Правоохоронні органи повинні попереджати правопорушення та протидіяти їм. У цьому відбивається реальність законності – досягнення фактичного виконання норм права у всіх видах діяльності та невідворотності відповідальності за будь-яке їх порушення;
5. обумовленість законності режимом демократії, який передбачає суворе дотримання двох типів правового регулювання:

- загальна заборона – розповсюджується на владні державні органи та посадові особи (дозволено тільки те, що прямо передбачено законом);
- загальний дозвіл – розповсюджується на громадян та їх об`єднання (дозволено все, що не заборонено законом).

## Вимоги законності
Законність –це своєрідна  необхідність, яка виявляється в сукупності конкретних об'єктивних вимог,які надаються всім суб'єктам, учасникам суспільного життя, врегульована правом. Одна частина таких вимог звернена до громадян,організаціям, інша – до законодавчої, виконавчої, судової державної влади.
При всій різноманітності підходів до поняття законності, прийнято розглядати її як систему певних вимог, що, на думку деяких авторів, складають її субстанціональні елементи:
- Загальність законності  -  дотримуватись і виконувати всіма органами держави, громадськими організаціями, посадовими особами та самими громадянами. Ніхто не має  право порушувати закони, нехтувати ними чи  ставити себе вище закону.
- Єдність законності  - передбачає єдину спрямованість у правовому регулюванні однорідних суспільних відносин, що випливає з загальних для всіх регіонів країни інтересів і потреб;  єдність у розумінні, застосуванні і виконанні законів і підзаконних нормативних актів на всій території країни всіма суб’єктами права. Отже, закони і видані різними уповноваженими на те органами держави нормативні акти повинні тлумачитися і застосовуватися однаково відповідно до їхньої букви і духу на всій території країни і для всіх суб’єктів суспільних відносин. Неприпустимо той чи інший закон тлумачити залежно від особистих інтересів конкретного суб’єкта, місцевих умов і впливів.
- Верховенство Конституції та закону  – підпорядкованість  Конституції, загальновизним принципам і нормам міжнародного права, закону, всім нормативним актам і всім актам правореалізації.[6]
- Рівність всіх громадян у правовому захисті та у виконанні ними правових приписів  - громадяни зобов’язані виконувати покладені на них обов’язки і держава повинна створити всі необхідні умови для реалізації їх законних прав та інтересів.
- Дотримання (виконання) положень правових актів усіма суб'єктами права. В цій вимозі диктується необхідність реалізації державно-владних приписів (зобов'язань і заборон), їх обов'язковість для усіх суб'єктів права.
- Належне та ефективне застосування права. Законність потребує ефективної правозастосовної діяльності, що передбачає недопущення бюрократизму, тяганини, байдужості до інтересів людей, своєчасну реакцію на будь-які заяви громадян щодо обмеження їх прав і свобод, прийняття ефективних правозастосовних актів,
- Наявність соціальних і юридичних механізмів,що забезпечують реалізацію права.
- Якісне застосування права.
- Неприпустимість свавілля в діяльності державних органів, органів місцевого самоврядування, посадових осіб. Державні органи, органи місцевого самоврядування, посадові особи, які приймають владні рішення, повинні керуватися не особистими чи вузько груповими інтересами, а конкретними правовими принципами і враховувати при цьому інтереси всього суспільства, держави, правові приписи і вимоги моралі.
- Невідворотність юридичної відповідальності  -  особи, які вчинили правопорушення, рівні перед законом і судом, неминуче підлягають юридичній відповідальності незалежно від їхньої статі, національності, походження, майнового стану, займаної посади та ін. [7]

## Легітимність і легальністьвлади
На підставі вчення М. Вебера про легітимні типи панування можна дати таке визначення легітимності влади.
Положення, при якому люди вважають себе належними підкорятися, а влада вважає, що має право наказувати, називається легітимністю влади.
Іншими словами, легітимність влади - це
- визнання влади населенням ;
- прийняття влади як правомірної і справедливої ;
- наявність у влади авторитету в очах населення.

Термін «легітимність» іноді перекладають з французької як «законність» влади. Це невірно. Для визначення законності влади у французькій мові існує інший термін - «легальність» влади.
Легальність влади означає, що
- влада має законне походження ;
- влада здійснюється за допомогою закону (а не шляхом сваволі, насильства тощо) ;
- влада сама підкоряється закону .

Звідси видно, що легітимність і легальність влади - це близькі, але не тотожні поняття.
Легітимність - це етична, оціночна характеристика влади (існуюча влада є доброю чи поганою, справедливою або несправедливою, чесною або нечесною і т.п.).
Легальність же - це юридична і тому етично нейтральна характеристика влади.
Різниця двох зазначених характеристик влади виражається також у тому, що легальна влада може на певному етапі стати нелегітимною в очах населення. У цьому зв'язку в західній політології розроблений такий показник, як поріг легітимності влади. Він визначається за результатами соціологічних опитувань і становить 30% населення. Це означає, що якщо за результатами соціологічних опитувань більше 30% населення висловлює довіру існуючій владі, вона вважається легітимною; якщо ж за результатами соціологічних опитувань довіру існуючій владі висловлює менше 30% населення, вона вважається нелегітимною. Оскільки громадська думка в країнах західної демократії розглядається як один з політичних інститутів суспільства, то політик з рейтингом менше 30%, як правило, йде у відставку. Претенденти на посаду президента США напередодні виборів мають рейтинг, що значно перевищує 50% (близько 60-70%) і постійно стежать за тим, щоб протягом їх президентства він залишався досить високим, тобто не опускався нижче позначки в 50%.
Для розуміння відмінності вказаних характеристик влади видається важливим введення ще одного поняття - підпорядкування владі.
Підпорядкування владі - це юридичний акт, він означає, що особа не порушує закон. А ось підкоряється, визнає або не визнає існуючу владу - це вже етична, оціночна характеристика влади. Іншими словами, не всяке підпорядкування владі означає визнання цієї влади, або - люди підкоряються не тільки легітимній владі.
Коли влада стає нелегітимною в очах населення, зростає ймовірність протидії цій владі. Однією з поширених в демократичній практиці форм опору владі, вираження їй своєї недовіри є акції громадянської непокори як засіб ненасильницької боротьби. Про ефективність цього засобу свідчить, наприклад, набуття в 1950 році Індією незалежності в результаті масових кампаній непокори колоніальним британським властям.

## Гарантії законності
Гарантії законності - це об’єктивні умови і суб’єктивні фактори, а також спеціальні засоби і заходи, за допомогою яких забезпечується режим законності.
Серед гарантій потрібно чітко розрізняти загальні умови і спеціальні засоби та заходи.

### Загальні умови
— суто об'єктивні (економічні, політичні та ін.) умови суспільного життя, в яких здійснюється правове регулювання. 
Ці умови створюють макросередовище реалізації права, його функціонування, зумовлюючи при цьому і спеціальні засоби щодо зміцнення законності.
- Економічні умови. Це стан розвитку суспільства, організація системи господарювання та ін. Умовами, що забезпечують законність, тут виступають такі фактори, як ступінь організованості в економічній сфері, ритмічна і злагоджена робота господарського організму, постійне зростання продуктивності праці, стабільна грошова система та ін. Подібні фактори найбезпосереднішим чином впливають на рівень законності. Так, в умовах нестабільності економіки, спаду виробництва, розриву господарських зв'язків, росту цін, нестримної інфляції зростає соціальна напруга в суспільстві, що, як відомо, призводить до анархії, дезорганізації, зростання кількості злочинів, причому не тільки господарських.

- Політичні умови. Основною політичною умовою стабільної законності є сильна державна влада. Сильна державна влада — це стійка, легітимна влада, яка користується підтримкою суспільства, спроможна забезпечити реалізацію приписів, які вона приймає. Сильна держава гарантує стабільний розвиток суспільства, безпеку людей, ефективну боротьбу зі злочинністю, корупцією та іншими антисоціальними явищами.

- Ідеологічні умови. Стан законності багато в чому визначається рівнем політичної, правової і загальної культури населення. Законність передбачає такий рівень правової культури, коли повага до права, закону стає особистим переконанням людини, причому не тільки рядового громадянина, а в першу чергу державного службовця, законодавця. Необхідний рівень культури забезпечується організацією правової пропаганди, чіткою системою виховання у громадян високих моральних якостей, відповідальності, патріотизму, відчуття права й законності.
- Морально-духовні – сприятлива морально-психологічна обстановка, в якій реалізуються юридичні права та обов’язки учасників правовідносин; рівень їх духовності та культури; чуйність і увага державних органів і посадових осіб до людини, до її інтересів і потреб.

- Соціальні умови. Законослухняність громадян, їх повага до закону, реалізації його приписів багато в чому залежить від становища, яке склалося в соціальній сфері. Падіння життєвого рівня населення, зростання безробіття, вартості життя, соціальних послуг безпосереднім чином відбивається нарівні законності, провокує громадян на пошук шляхів незаконного збагачення, обхід законів, породжує національні й соціальні конфлікти та ін. Міцна законність можлива тільки в умовах соціальної стабільності, впевненості громадян у непорушності своїх соціальних прав і свобод.

- Правові умови. Стан законності як політико-правового явища обумовлений станом самого права, системою законодавства. Чинне законодавство повинно бути достатньо повним, стабільним, забезпечуватись високим рівнем юридичної техніки, необхідними механізмами реалізації й охорони. Важливе значення для реалізації права і рівня законності мають правові засоби, методи, способи і типи правового регулювання, що використовуються законодавцем, принципи, на яких будується законодавство країни. Законодавство, яке відстає від динамічного розвитку суспільних відносин, ускладнює боротьбу зі злочинністю.

Гарантіями законності є також відповідні суб'єктивні фактори. Серед них слід відзначити стан правової науки, повноту і розвиток у ній прогресивних гуманних ідей, положень та науково-теоретичних конструкцій, вплив науково-теоретичних концепцій та доктрин, діяльність політичних сил, правильно вибрані пріоритети при прийнятті політичних рішень, готовність і вмінням відповідних органів вести боротьбу за зміцнення законності.

### Спеціальні засоби забезпечення законності
— це юридичні й організаційні засоби, призначені виключно для забезпечення законності. 
Серед них можна виділити юридичні й організаційні гарантії (засоби).

#### Юридичні гарантії
— це обумовлена особливостями економічного і суспільного ладу система умов і засобів, яка закріплена в діючому законодавстві і безпосередньо спрямована на забезпечення законності, безперешкодне здійснення, захист прав і свобод.
Серед юридичних гарантій розрізняють наступні:
1. Засоби виявлення (розкриття) правопорушення. Ці гарантії пов'язані з роботою компетентних державних органів, яка спрямована на виявлення правопорушень із метою припинення і ліквідації їх наслідків. Деякі гарантії пов'язані з діяльністю громадян. Наприклад, оскарження незаконних дій посадових осіб у суді.
2. Засоби попередження правопорушень. Це закріплені в праві засоби, що дозволяють запобігти можливим правопорушенням. Наприклад, ст. 36 КЗпП України передбачає підстави припинення трудового договору з ініціативи власника або уповноваженого органу (ст. 40, 41 КЗпП) тільки за попередньою згодою профспілкового органу.
Ця згода має єдину мету — попередити можливе порушення адміністрацією трудових прав громадян, не допустити незаконного звільнення. Попереджувальну роль відіграють і такі засоби, як огляд багажу, митний огляд та ін.
3. Засоби припинення правопорушень. До них належать засоби, що спрямовані на припинення, недопущення правопорушень, порушення прав, свобод громадян і організацій. Це — затримання, арешт, обшук, підписка про невиїзд, інші заходи (призупинення, скасування незаконних актів тощо).
4. Заходи щодо захисту і відновлення порушених прав, ліквідація наслідків правопорушень. Такими є примусове стягнення коштів на утримання дитини (аліментів), віндикація (примусове вилучення майна з чужого незаконного володіння) та ін.
5. Юридична відповідальність. Під нею ми розуміємо покарання особи, яка винна в скоєнні правопорушення. Цей засіб є важливим і необхідним для зміцнення законності, причому його ефективність визначається не жорстокістю, а невідворотністю.
6. Серед юридичних гарантій особлива роль належить процесуальним гарантіям, тому що процес є формою життя матеріального права. Формально закріплені права можуть отримати реальне життя лише маючи процесуальне забезпечення.
7. Важливою гарантією законності є правосуддя — діяльність судів, яка здійснюється шляхом розгляду і вирішення цивільних і кримінальних справ із мстою всебічного зміцнення законності.

#### Організаційні гарантії
-різні заходи організаційного характеру, що забезпечують зміцнення законності, боротьбу з правопорушеннями, захист прав людини, громадянина. 
Сюди слід віднести кадрові, організаційні заходи щодо створення умов для нормальної роботи юрисдикційних і правоохоронних органів, наявність у структурі останніх спеціальних підрозділів (для боротьби зорганізованою злочинністю, корупцією та ін.).

Примітки
1. 1 2  Алексеев С.С., Архипов С.И. и др. Теория государства и права М.: Норма, 1998.
2. ↑  Вітрук Н.В. Законність: поняття, захист і забезпечення. Конституційна законність і конституційне правосуддя. / / Загальна теорія держави і права. ВВ 2 т. / За ред. М.М. Марченко. М. 1998. С.15
3. ↑  Кудрявцев В.Н. Законність: зміст і сучасний стан // законність в РФ. М. 1998, с.4.
4. ↑  Скакун О.Ф. Теорія держави і права: Підручник / Пер. з рос. — Харків: Консум, 2001.
5. ↑  Ткаченко, В. Д. Функціональне призначення законності [Текст] / В. Д. Ткаченко // Вісник Академії правових наук України. 1996р. №6. - Х. : Акад. Правових наук України, 1996.
6. ↑  Афанасьев В.С. Обеспечение законности: вопросы теории и практики: Автореф. дисс. ... д-ра юрид. наук. - М., 1993.
7. ↑  Вереша Р.В., Туркевич І.К. - Кримінальне право України. Загальна частина. - К.: ЦУЛ, 2007 - 208с.
8. ↑  Легітимність і легальність влади [Архівовано 29 травня 2014 у Wayback Machine.](рос.)